# Атмосфера (футбольний клуб)
Футбольний клуб «Атмосфера» (лит. Futbolo klubas Atmosfera) — литовський футбольний клуб з Мажейкяй, заснований у 2012 році. Виступає в І лізі. Домашні матчі приймає на стадіоні «Міський», місткістю 1 000 глядачів.

## Історія назв
Клуб заснований у 2012 році. В 2013 році дебютував у II лізі, західної зони і посів шосте місце, 2014 був дев’ятим, 2015 — фінішували шостими.
2016 клуб не брав участі в жодних великих футбольних чемпіонатах.
2017 повернувся до II ліги, західної зони, за підсумками сезону фінішували сьомими, наступного року посіли третє місце.
У 2019 році клуб отримав ліцензування на участь в Першій лізі.

## Сезони
| Сезон | Рівень | Ліга               | Місце | Примітки |
| ----- | ------ | ------------------ | ----- | -------- |
| 2013  | 3.     | Друга ліга (Захід) | 6.    | [ 1 ]    |
| 2014  | 3.     | Друга ліга (Захід) | 9.    | [ 2 ]    |
| 2015  | 3.     | Друга ліга (Захід) | 6.    | [ 3 ]    |
| 2016  | X      | X                  | X     |          |
| 2017  | 3.     | Друга ліга (Захід) | 7.    | [ 4 ]    |
| 2018  | 3.     | Друга ліга (Захід) | 3.    | [ 5 ]    |
| 2019  | 2.     | Перша ліга         | 14.   | [ 6 ]    |
| 2020  | 2.     | Перша ліга         | 12.   | [ 7 ]    |
| 2021  | 2.     | Перша ліга         | 7.    | [ 8 ]    |
| 2022  | 2.     | Перша ліга         | 15.   | [ 9 ]    |
| 2023  | 3.     | Друга ліга         | 1.    | [ 10 ]   |
| 2024  | 2.     | Перша ліга         | 7.    | [ 11 ]   |

## Досягнення
Друга ліга (1)2023

## Кольори форми
Форма команди попередніх років
| 2013 | 2017 | 2018 | 2020 |

## Головний тренер
- Юліус Моцкус (lt. Julius Mockus), (2019)